# Chassigny
Chassigny és un municipi francès situat al departament de l'Alt Marne i a la regió del Gran Est. L'any 2007 tenia 257 habitants.

## Demografia

### Població
El 2007 la població de fet de Chassigny era de 257 persones. Hi havia 111 famílies de les quals 32 eren unipersonals (20 homes vivint sols i 12 dones vivint soles), 43 parelles sense fills, 28 parelles amb fills i 8 famílies monoparentals amb fills.
La població ha evolucionat segons el següent gràfic:
Habitants censats

### Habitatges
El 2007 hi havia 140 habitatges, 111 eren l'habitatge principal de la família, 17 eren segones residències i 12 estaven desocupats. 138 eren cases i 2 eren apartaments. Dels 111 habitatges principals, 93 estaven ocupats pels seus propietaris, 13 estaven llogats i ocupats pels llogaters i 6 estaven cedits a títol gratuït; 2 tenien dues cambres, 9 en tenien tres, 26 en tenien quatre i 75 en tenien cinc o més. 61 habitatges disposaven pel capbaix d'una plaça de pàrquing. A 34 habitatges hi havia un automòbil i a 48 n'hi havia dos o més.

### Piràmide de població
La piràmide de població per edats i sexe el 2009 era:
| Homes | Edats   | Dones |
| ----- | ------- | ----- |
| 0     | 95 o +  | 0     |
| 0     | 90 a 94 | 4     |
| 0     | 85 a 89 | 8     |
| 8     | 80 a 84 | 0     |
| 8     | 75 a 79 | 4     |
| 8     | 70 a 74 | 8     |
| 4     | 65 a 69 | 12    |
| 20    | 60 a 64 | 8     |
| 0     | 55 a 59 | 0     |
| 0     | 50 a 54 | 4     |
| 20    | 45 a 49 | 8     |
| 8     | 40 a 44 | 12    |
| 20    | 35 a 39 | 12    |
| 4     | 30 a 34 | 4     |
| 0     | 25 a 29 | 4     |
| 4     | 20 a 24 | 0     |
| 16    | 15 a 19 | 4     |
| 12    | 10 a 14 | 8     |
| 12    | 5 a 9   | 0     |
| 4     | 0 a 4   | 8     |

## Economia
El 2007 la població en edat de treballar era de 152 persones, 106 eren actives i 46 eren inactives. De les 106 persones actives 95 estaven ocupades (55 homes i 40 dones) i 11 estaven aturades (3 homes i 8 dones). De les 46 persones inactives 16 estaven jubilades, 13 estaven estudiant i 17 estaven classificades com a «altres inactius».

### Ingressos
El 2009 a Chassigny hi havia 113 unitats fiscals que integraven 264 persones, la mediana anual d'ingressos fiscals per persona era de 15.958 €.

### Activitats econòmiques
Dels 5 establiments que hi havia el 2007, 1 era d'una empresa de fabricació d'altres productes industrials, 1 d'una empresa de construcció, 1 d'una empresa de comerç i reparació d'automòbils, 1 d'una empresa d'hostatgeria i restauració i 1 d'una empresa immobiliària.
Dels 3 establiments de servei als particulars que hi havia el 2009, 1 era un taller de reparació d'automòbils i de material agrícola, 1 paleta i 1 restaurant.
L'any 2000 a Chassigny hi havia 7 explotacions agrícoles.

## Equipaments sanitaris i escolars
El 2009 hi havia una escola elemental.

## Poblacions més properes
El següent diagrama mostra les poblacions més properes.